# Golfo della Revellata
Il golfo della Revellata (in corso golfu di a Rivellata) è un golfo del Mediterraneo situato lunga la costa nordoccidentale della Corsica.

## Descrizione
Dalla forma a "V", il golfo della Revellata è compreso tra la Punta della Revellata a ovest e la penisola sulla quale sorge la cittadella di Calvi a est, oltre la quale si estende invece il golfo di Calvi.